# Sympatrische Artbildung

Bei der sympatrischen Artbildung entwickelt sich eine Fortpflanzungsbarriere innerhalb einer Population ohne gleichzeitige geografische Isolation.

Als sympatrische Artbildung oder sympatrische Speziation  bezeichnet man das Entstehen neuer Arten im Gebiet der Ursprungsart(en). Der Begriff wurde durch den Evolutionsbiologen Ernst Mayr geprägt.

## Sympatrische Artbildung und Genfluss
Bei sympatrischer Artbildung kann, ähnlich wie bei allopatrischer Artbildung, genetische Isolation eine wichtige Rolle spielen. So kann beispielsweise eine Polyploidisierung den Genfluss unterbrechen und eine Artbildung initiieren. Seit langem wird kontrovers diskutiert, ob Artbildung ohne Unterbrechung des Genflusses, d. h. ohne Isolation, überhaupt stattfinden kann. Einige überwiegend ältere theoretische Modelle sagen voraus, dass eine Artbildung ohne vorherige Isolation nicht stattfinden kann. Doch inzwischen gibt es erweiterte Modelle, die eine sympatrische Artbildung auch ohne Unterbrechung des Genflusses vorhersagen, wenn zwei Bedingungen erfüllt sind:
- starke Selektion,
- die Wahl des Sexualpartners muss mit jenem Faktor korreliert sein, der die Selektion bedingt.[1]

Neben den theoretischen Voraussagen dieser Modelle gibt es eine wachsende Zahl von Publikationen, die darauf hinweisen, dass es sympatrische Artbildung mit Genfluss nicht nur theoretisch, sondern auch real gibt:
Ein erster Typ von Hinweisen auf sympatrische Artbildung kommt von Studien, die Differenzierungen innerhalb von Arten untersuchen. Solche Studien konnten zeigen, dass eine genetische Differenzierung in verschiedene Ökotypen oder Morphen innerhalb derselben Art, also eine Vorstufe zur Artbildung, auch ohne geographische Isolation entstehen kann. Bei solchen Studien kann man möglicherweise Arten beim Entstehungsprozess beobachten.
Ein zweiter Typ von Hinweisen auf sympatrische Artbildung kommt von Studien, die bereits differenzierte Schwesterarten untersuchen. Bei diesen Arten liegt die Artaufspaltung bereits in der Vergangenheit. Damit man allopatrische Artbildung weitgehend ausschließen kann, untersucht man Schwesterarten, die auf ein kleines gemeinsames Verbreitungsgebiet beschränkt sind und bei deren in der Vergangenheit liegender Artaufspaltung keine geographischen Barrieren vorhanden waren.

## Beispiele für sympatrische Diversifizierung innerhalb einer Art

### Vögel
Beim Mittel-Grundfink wurden zwei Morphen mit unterschiedlich großen Schnäbeln beobachtet, deren Weibchen sich vorzugsweise mit Männchen der gleichen Morphe verpaaren. Als Ursache für diese „Vorliebe“ bei der Partnerwahl wurden Gesangsunterschiede aufgrund der unterschiedlichen Schnabelgrößen angegeben.
Bei der Mönchsgrasmücke entwickelte sich im Lauf der letzten Jahrzehnte eine neue Population, die auf den Britischen Inseln überwintert, anstatt die traditionellen Winterquartiere in Nordafrika und Südspanien aufzusuchen. Ein möglicher Grund für dieses Verhalten wird in der Winterfütterung von Singvögeln gesehen, die in Großbritannien besonders beliebt ist. Es konnte mit Isotopenanalysen gezeigt werden, dass beide Populationen reproduktiv voneinander isoliert sind, obwohl sie sich weder morphologisch noch im Verhalten sonst unterscheiden. Aus anderen Zugvogelforschungen lässt sich vermuten, dass Hybriden zwischen ihnen eine intermediäre Zugroute einschlagen würden, die sie von Mitteleuropa hinaus auf den offenen Atlantik führen würde. Einen möglichen Isolationsmechanismus zwischen den Populationen könnte die leicht verschobene Brutperiode darstellen.

## Beispiele für abgeschlossene sympatrische Artbildung

### Kentia-Palmen
Bei der sympatrischen Artbildung auf der isoliert liegenden Lord-Howe-Insel sind die dort endemisch vorkommenden Kentia-Palmen aus einer Ausgangsart entstanden. Anpassung an unterschiedliche Substrate und Verschiebung des Blühzeitraums spielten in diesem Fall eine wichtige Rolle.

### Fische
Sympatrische Artbildung findet sich bei Buntbarschen in isolierten Seen, z. B. im Apoyo-Kratersee in Nicaragua sowie in Kamerun im Barombi Mbo und im Bermin-See. Die Buntbarscharten dieser Seen stammen von jeweils einer eingewanderten Art ab, unterscheiden sich aber heute deutlich in ihrer Morphologie und ökologischen Nische. Eine allopatrische Artbildung kann in diesen kleinen Kraterseen ausgeschlossen werden.

### Sympatrische Artbildung durch homoploide Hybridisierung
Phytophage Bohrfliegen treffen ihre Paarungspartner auf ihrer Wirtspflanze. Eine einwandernde Pflanzenart bietet Bohrfliegen-Hybriden eine neue Nahrungsgrundlage und ist gleichzeitig ein separater Treffpunkt für die neue hybridogene Bohrfliegen-Art.
Im Gegensatz zu den Beispielen im folgenden Abschnitt (Polyploidisierung) ist bei den Bohrfliegen-Hybriden die Zahl der Chromosomen nicht erhöht (homoploid). Die sympatrische Artbildung mit Wechsel auf einen neuen Wirt kann auch als Grenzfall zu einer sehr kleinräumigen allopatrischen Artbildung verstanden werden.

### Sympatrische Artbildung durch Polyploidisierung
Es werden zwei Formen der Artbildung durch Polyploidisierung unterschieden:
- Allopolyploidisierung (allo = verschieden): Nach einer Artkreuzung (oder auch Gattungskreuzung), die normalerweise zu unfruchtbaren (sterilen) Mischlingen führt, entsteht durch (zufällige) Verdoppelung des Chromosomenbestandes (Genom-Mutation) ein polyploides Lebewesen, das normale Fruchtbarkeit zeigt. Es kann tetraploid sein (vier Chromosomensätze) oder amphidiploid (zwei verschiedene doppelte Chromosomensätze). Beispiele: Kulturweizen, Jostabeere.
- Autopolyploidisierung: (auto = selbst): Hier erfolgt die Verdoppelung des Chromosomensatzes ohne eine vorhergehende Artkreuzung. Die Nachkommen sind streng tetraploid (vier gleiche Chromosomensätze). Beispiel: Tetra-Roggen.

Artbildung durch Polyploidisierung ist ein schlagartiger Isolationsvorgang, der von Individuen ausgeht und zu neuen Arten führt, die mit den Ausgangsformen nicht fruchtbar kreuzbar sind. Diese Artbildung spielt nur in der Pflanzenwelt eine größere Rolle, da es bei polyploiden Tieren fast immer zu Störungen in der Geschlechtsausbildung kommt.
Ein häufiger Fall bei der Artbildung von Pflanzen geht von Arten aus, die sich normalerweise nur asexuell vermehren, bei denen es aber selten und ausnahmsweise zu fruchtbaren Kreuzungen kommen kann. Jede Art besteht hier aus den Nachkommen einer solchen Kreuzung (sie ist also ein Klon). Dieser Artbildungsmechanismus führt sehr rasch zu einer Aufspaltung in zahlreiche Arten, die meist mehr oder weniger lokal verbreitet sind und untereinander sehr ähnlich sein können. Diese werden in der Botanik häufig „Kleinarten“ genannt. Die Artbildung nach diesem Muster hat einen erheblichen Prozentsatz der Pflanzenarten Mitteleuropas erzeugt, wobei diese Kleinarten häufig nur von wenigen Spezialisten bestimmbar sind. Die in Mitteleuropa sehr artenreichen und notorisch bestimmungskritischen Gattungen Brombeere (Rubus), Löwenzahn (Taraxacum) und Habichtskraut (Hieracium) verdanken ihre Artenfülle diesem Mechanismus.